# 毛碧口柳
毛碧口柳（学名：Salix bikouensis var. villosa）为杨柳科柳属下的一个变种。

## 扩展阅读
- 維基物種上的相關：毛碧口柳